# Terminalia hylobates
Terminalia hylobates är en tvåhjärtbladig växtart som beskrevs av August Wilhelm Eichler. Terminalia hylobates ingår i släktet Terminalia och familjen Combretaceae. Inga underarter finns listade i Catalogue of Life.